# Friedrich Wöhler
Friedrich Wöhler (31. červenec 1800 Eschersheim u Frankfurtu – 23. září 1882 Göttingen) byl německý chemik, známý hlavně svou syntézou močoviny.

## Život a dílo
V roce 1823 dokončil svá studia medicíny v Heidelbergu a díky Leopoldu Gmelinovi (tamní profesor chemie, biologie a objevitel kyanoželezitanu draselného) potom působil pod Jönsem Jacobem Berzeliem (švédský anorganický chemik, představitel vitalistické teorie) ve Stockholmu. Následně pracoval a vyučoval chemii na polytechnice v Berlíně (konkrétně od 1825 do 1831). Potom byl až do roku 1836 umístěn na vyšší polytechnickou školu v Kasselu a později se stal profesorem chemie na univerzitě v Göttingenu, kde pracoval až do své smrti.
Největší význam má Wöhlerova práce v oblasti organické chemie, roku 1828 se mu podařilo syntetizovat zahříváním kyanatanu amonného, močovinu, látku pomocí níž vylučují savci ze svého těla nepotřebný dusík, což je dnes považováno za milník konce vitalistických představ. V tehdejší době převládal názor označovaný jako vitalismus, který tvrdil, že ke vzniku organických látek je třeba jakási vitální síla (lat. vis vitalis, fran. Élan vital) a nelze je z tohoto důvodu uměle připravit v laboratoři. Mezi zastánce této teorie patřili Jöns Jacob Berzelius a francouzský chemik Gerhardt. Berzelius tento názor vyslovil ve svém díle z roku 1807 a jako první se pokusil shrnout tehdejší poznatky a vysvětlit odlišnosti látek izolovaných z živé přírody. Vitalistická teorie byla v souladu s tehdejším převládajícím názorem, v němž dominovala církevní ideologie a lidskému poznání nedostupné síly. Ale již v roce 1783 se Scheelemu podařilo připravit kyanovodík a Gay-Lussacovi dikyan, z něhož pak Wöhler připravil roku 1824 kyselinu šťavelovou – v podstatě lze říct, že syntetizovat organické látky bylo možné již před Wöhlerovou syntézou močoviny, a tak se vitalisté museli bránit proti každému experimentu, který prokazoval nesprávnost jejich teorie. Po Wöhlerově úspěchu se dokonce uchýlili k tvrzení, že močovinu nelze považovat za „pravou organickou“ sloučeninu, jelikož jde jen o odpadní produkt živého organismu. Nicméně ani sám Wöhler, který sice připisoval syntéze močoviny značný význam, ale spíš díky skutečnosti, že šlo o syntézu organické sloučeniny z anorganické látky, ji nepovažoval za dostatečný argument vyvracející platnost vitalistické teorie. Ke konečnému odmítnutí vitalistické teorie tak došlo později v důsledku syntéz dalších organických sloučenin jako byla např. syntéza kyseliny octové provedená Kolbem roku 1845 nebo Berthelotovy syntézy methanu, kyseliny mravenčí, ethynu a benzenu během let 1855 až 1867.
Zjištěním, že kyanatan amonný se může přeměnit na močovinu vnitřní změnou struktury atomů bez změny hmotnosti, Wöhler prokázal jeden z prvních a nejlepších příkladů izomerie. Dva roky po syntéze močoviny, v roce 1830, Wöhler publikuje společně s Justem von Liebigem výsledky výzkumu o kyselině kyanurové, kyanaté a močovině. Berzelius ji ve své zprávě pro Královskou švédskou akademii věd shledal nejvýznamnějším výzkumem toho roku. Výsledky byly na tehdejší dobu trochu nečekané a podaly další důkazy ve prospěch izomerie.
Wöhler spolu s Liebigem zkoumal také benzoylové sloučeniny. Jejich práce objasnily teorii radikálů a substituce v chemických sloučeninách.
Wöhler byl také spoluobjevitelem beryllia, křemíku, karbidu vápníku a mnoha dalších prvků. Za zmínku stojí jeho objev hliníku. Wöhler ho získal z oxidu hlinitého, přestože se před ním o to samé bez úspěchu pokoušeli Davy, Oerstedt a Berzelius. Dále se mu podařilo izolovat yttrium, beryllium a zjistil, že křemík může být získán ve formě krystalů. V dalších letech přispěl svými pokusy k objevu titanu, vanadu, niobu, tantalu i uranu. Dále uspěl při pokusu získat čistý nikl a se dvěma svými přáteli založil v Kasselu továrnu na jeho výrobu. Studoval také chinony, alkaloidy i acetylen.
Wöhler se navíc zabýval výzkumem meteoritů. Provedl analýzu mnoha z nich a zjistil, že několik z nich obsahuje organické látky. Vlastnil velmi rozsáhlou soukromou sbírku meteoritů a mnoho let psal o meteoritech pro Jahresbericht der Chemie.
Mezi jeho nejvýznamnější odborná díla patří:
- Lehrbuch der Chemie, Dresden, 1825, 4 díly.
- Grundriss der Anorganischen Chemie, Berlin, 1830.
- Grundriss der Organischen Chemie, Berlin, 1840.
- Praktische Übungen der Chemischen Analyse, Berlin, 1854.